# Asterix på Korsika
Asterix på Korsika (franska: Astérix en Corse) är det 20:e seriealbumet om Asterix. Det publicerades första gången 4 januari–31 maj 1973 i nummer 687–708 av tidningen Pilote. Det är det bäst säljande Asterixalbumet genom tiderna tack vare en stor försäljning i Frankrike. I den engelsktalande delen av världen är den dock en av de lägst säljande Asterixtitlarna.

## Handling
Äventyret tar sin start i den galliska byn, dit åtskilliga bifigurer från tidigare äventyr har bjudits in. Än en gång reser våra galliska hjältar iväg från sin by – den här gången till den vackra ön Korsika med sina egensinniga invånare, kejsaren Napoleon I:s födelseö. För en fransk läsare är albumet fullt av små anspelningar på Napoleon och fransk historia, som nog ofta går den icke-franske läsaren förbi; men även den senare kan njuta av en lätt "exotisk" miljö med sin alldeles egen karaktär.